# Ладыш, Бернард
Берна́рд Ла́дыш (пол. Bernard Ładysz; 24 июля 1922, Вильно, Польша, ныне Вильнюс, Литва — 25 июля 2020 года) — польский оперный певец (бас) и актёр.

## Биография
С 1948 года — солист Ансамбля песни и пляски Войска Польского, с 1950 года — «Театра Вельки» в Варшаве. Выступал также на оперных сценах многих театров мира и в концертах. Снимался в кино.

## Партии
- «Дьяволы из Лудена» Пендерецкого — Отец Барре, викарий
- «Лючия ди Ламмермур» Доницетти — Раймонд Бидебенд
- «Борис Годунов» Мусоргского — Борис Годунов
- «Евгений Онегин» Чайковского — Гремин
- «Дон Карлос» Верди — Филипп II, король Испании
- «Аида» Верди — Фараон
- «Севильский цирюльник» Россини — Базилио
- «Дон Жуан» Моцарта — Дон Жуан
- «Фауст» Гуно — Мефистофель

## Фильмография
- 1965 — Белые шторы / Les rideaux blancs (эпизод «Matura»)
- 1968 — Кукла / Lalka — Suzin
- 1969 — Дьяволы из Лудена / Die Teufel von Loudun — отец Барре, викарий (фильм-опера, ТВ)
- 1974 — Земля обетованная / Ziemia obiecana — русский купец
- 1981 — Знахарь / Znachor — мельник Прокоп
- 1982 — Долина Иссы / Dolina Issy — пленник
- 1983 — Карате по-польски / Karate po polsku — наставник
- 1986 — Перстень и роза / Pierścień i róża — King Walorozo
- 1999 — Огнём и мечом / Ogniem i mieczem — дед Лирник

## Награды
- 1956 — 1-я премия Международного конкурса имени Виотти в Верчелли (Италия)
- 2016 — «Золотой Фридерик» (с Михалом Урбаняком и Корой)
- орден «Знамя Труда»
- медаль «За заслуги в культуре Gloria Artis»
- Крест Заслуги